# Kanton Pont-l'Évêque
Kanton Pont-l'Évêque (fr. Canton de Pont-l'Évêque) je francouzský kanton v departementu Calvados v regionu Normandie. Od roku 2015 se skládá ze 48 obcí, do té doby byl tvořen 20 obcemi.

## Obce kantonu
- Les Authieux-sur-Calonne
- Beaumont-en-Auge
- Benerville-sur-Mer
- Blangy-le-Château
- Blonville-sur-Mer
- Bonneville-la-Louvet
- Bonneville-sur-Touques
- Le Breuil-en-Auge
- Le Brévedent
- Canapville
- Clarbec
- Coquainvilliers
- Coudray-Rabut
- Englesqueville-en-Auge
- Fauguernon
- Le Faulq
- Fierville-les-Parcs
- Firfol
- Fumichon
- Glanville
- Hermival-les-Vaux
- Manneville-la-Pipard
- Le Mesnil-sur-Blangy
- Moyaux
- Norolles
- Ouilly-du-Houley
- Ouilly-le-Vicomte
- Pierrefitte-en-Auge
- Le Pin
- Pont-l'Évêque
- Reux
- Rocques
- Saint-André-d'Hébertot
- Saint-Arnoult
- Saint-Benoît-d'Hébertot
- Saint-Étienne-la-Thillaye
- Saint-Hymer
- Saint-Julien-sur-Calonne
- Saint-Martin-aux-Chartrains
- Saint-Philbert-des-Champs
- Saint-Pierre-Azif
- Surville
- Le Torquesne
- Tourgéville
- Tourville-en-Auge
- Vauville
- Vieux-Bourg
- Villers-sur-Mer

## Obce kantonu (do roku 2015)
- Beaumont-en-Auge
- Bonneville-sur-Touques
- Canapville
- Clarbec
- Coudray-Rabut
- Drubec
- Englesqueville-en-Auge
- Glanville
- Pierrefitte-en-Auge
- Pont-l'Évêque
- Reux
- Saint-Benoît-d'Hébertot
- Saint-Étienne-la-Thillaye
- Saint-Hymer
- Saint-Julien-sur-Calonne
- Saint-Martin-aux-Chartrains
- Surville
- Tourville-en-Auge
- Vauville
- Vieux-Bourg